# Chilon (geslacht)
Chilon is een geslacht van hooiwagens uit de familie Assamiidae.
De wetenschappelijke naam Chilon is voor het eerst geldig gepubliceerd door Sørensen in 1896.

## Soorten
Chilon omvat de volgende 9 soorten:
- Chilon albatra
- Chilon cinctus
- Chilon horridus
- Chilon laevituber
- Chilon robustus
- Chilon royi
- Chilon salebrosus
- Chilon scaber
- Chilon villersi